# I liga polska w piłce siatkowej kobiet (1973/1974)
I liga polska w piłce siatkowej kobiet 1973/1974 – 38. edycja rozgrywek o mistrzostwo polski w piłce siatkowej kobiet.

## Drużyny uczestniczące
| | I liga 1973/1974  |   |      |
| --- | ----------------- | - | ---- |
| ŁÓD | Start Łódź        | 1 | PEMK |
| WAR | AZS AWF Warszawa  | 2 | PEZP |
| ŚWI | Polonia Świdnica  | 3 |      |
| WAR | Spójnia Warszawa  | 4 |      |
| MIL | Płomień Milowice  | 5 |      |
| LEG | Legia Warszawa    | 6 |      |
| | Awans z II ligi   |   |      |
| KAT | Kolejarz Katowice | 7 |      |
| WRO | Odra Wrocław      | 8 |      |
| Oznaczenia: - kolumna pierwsza – skróty nazw drużyn wpisane na mapie (jeśli ta została zamieszczona), - kolumna trzecia – miejsce zajęte przez daną drużynę w poprzednim sezonie. |                   |   |      |

## Klasyfikacja końcowa
| Miejsce | Drużyna           |
| ------- | ----------------- |
| 1.      | Płomień Milowice  |
| 2.      | Start Łódź        |
| 3.      | AZS AWF Warszawa  |
| 4.      | Polonia Świdnica  |
| 5.      | Spójnia Warszawa  |
| 6.      | Odra Wrocław      |
| 7.      | Kolejarz Katowice |
| 8.      | Legia Warszawa    |

     spadek do II ligi